# Farmàcia Plana
La Farmàcia Plana és un edifici del municipi de Girona que forma part de l'Inventari del Patrimoni Arquitectònic de Catalunya.

## Descripció
El que està inventariat és la planta baixa d'un edifici d'habitatges. Situada en cantonada, es compon de 2 grans obertures (portes) iguals i de llinda planera. Incloses en un gran sòcol de pedra vermella i arramblador negra. A nivell de llindes hi ha un fris de ceràmica de color, de tema d'angelets, que dona tota la volta. El sòcol es clou amb motllura. Les obertures són de fusta treballada. A la llinda planera hi ha el rètol. Feta el 1927.